# فنلاندی‌های واقعی
فنلاندی‌های واقعی (به انگلیسی: True Finns) یک حزب راستگرای پوپولیسمی و ملی‌گرایی در فنلاند است. این حزب در سال ۲۰۱۱ با کسب حدود ۱۹ درصد از کرسی‌های پارلمان فنلاند وارد مرحله جدیدی در عرصه سیاست گذاری فنلاند شد.